# Свети Никола (Жиленци)
Вижте пояснителната страница за други значения на Свети Никола.
„Свети Никола“ е българска църква в село Жиленци, община Кюстендил.
Църквата се намира в село Жиленци. Построена е през 1893 г. Църквата е едноапсидна трикорабна псевдобазилика с хубав каменен градеж. Над средния от корабите са оставени три слепи купола и един купол над покрива. Иконостасът е с дъсчена направа без резба, изпълнен с растителни орнаменти. Иконите са дело на живописеца Евстатий Попдимитров от село Осой, сега в Северна Македония. Стенописите са изпълнени през 1897 г. от Петър Николов (1850 - 1921).